# Pontal
Pour les articles homonymes, voir Pontal.
Pontal est une municipalité brésilienne de l'État de São Paulo et la Microrégion de Ribeirão Preto.